# Bańane
Bańane (maced. Бањане) – wieś w Macedonii Północnej, w pobliżu stolicy i największego miasta tego kraju – Skopje.
Osada wchodzi w skład gminy Czuczer-Sandewo.
We wsi znajduje się zabytkowa cerkiew św. Nicetasa.